# Alima neptuni
Alima neptuni is een bidsprinkhaankreeftensoort uit de familie Squillidae. De wetenschappelijke naam werd gepubliceerd in 1768 door Carl Linnaeus.